# Rivière Thiballier
Pour les articles homonymes, voir Thiballier.
La rivière Thiballier est un plan d’eau douce situé dans la partie sud de la ville de Rouyn-Noranda, dans la région administrative de l'Abitibi-Témiscamingue, au Québec, au Canada.
Cette rivière est un affluent de la rive ouest de la baie Caron laquelle est un long appendice de la rive sud du lac Kinojévis ; la partie nord de ce lac est traversé vers le sud-est sur 6,9 km par la rivière Kinojévis. La baie Caron a une longueur de 21,9 km dans le sens nord-sud, presque en ligne droite.
Le cours de la rivière Thiballier contourne par l'ouest et le sud le village de Saint-Roch. Ce sous-bassin versant est desservi par le chemin du 1re et 2e Rang Ouest et la Route des Pionniers. La foresterie et l'agriculture sont les deux principales activités économiques du secteur.
Annuellement, la surface du lac est généralement gelée de la mi-novembre à la fin avril, néanmoins, la période de circulation sécuritaire sur la glace est habituellement de la mi-décembre à la mi-avril. Une zone de marais entoure une baie au nord-est et la zone au sud de l’embouchure du lac, situé au sud-est.

## Géographie
La rivière Thiballier prend sa source à l’embouchure du lac Labrecque (longueur : 0,8 km ; largeur : 0,3 km ; altitude : 313 m). Les bassins versants voisins du lac Labrecque sont :
- côté nord : Baie Caron, lac Kinojévis, rivière Kinojévis ;
- côté est : rivière Kinojévis, baie Caron, rivière des Outaouais ;
- côté sud : rivière Beaudry, lac Roger, lac Beaudry ;
- côté ouest : lac Barrière, rivière Bellecombe.

L’embouchure du lac Labrecque est situé à : 8,2 km au nord-ouest de l’embouchure de la rivière Thiballier ; 20,0 km au sud-est du centre-ville de Rouyn-Noranda ; à 27,4 km au nord-ouest de la confluence de la rivière Kinojévis et de la rivière des Outaouais ; à 22,8 km à l'est du lac Opasatica.
À partir de l’embouchure du lac Labrecque, la rivière Thiballier coule sur 16,0 km selon les segments suivants :
- 1,4 km vers nord-ouest, puis le sud-ouest, jusqu’à un ruisseau (venant du nord-ouest) ;
- 1,2 km vers le sud, jusqu’à un ruisseau (venant du sud-ouest) ;
- 1,5 km vers le sud-est, jusqu’au cours d’eau Thiballier et Deschênes ;
- 2,7 km vers le sud, jusqu’au cours d’eau Talbot ;
- 1,8 km vers le sud, jusqu’au chemin des 1re et 2e Rangs ouest ;
- 2,2 km vers le sud, jusqu’à un ruisseau (venant du sud) ;
- 2,4 km vers le nord-est, jusqu’à un ruisseau (venant du sud) ;
- 2,8 km vers le nord-est en coupant la route des Pionniers et en recueillant les eaux du ruisseau à Bélisle (venant du nord), jusqu’à son embouchure[1].

L’embouchure de la rivière Thiballier est situé à : 12,8 km au sud-est de l’embouchure du lac Kinojévis ; 29,5 km au sud-est du centre-ville de Rouyn-Noranda ; à 21,0 km au nord-ouest de la confluence de la rivière Kinojévis et de la rivière des Outaouais ; à 27,7 km à l’est du lac Opasatica.
À partir de l'embouchure de la rivière Thiballier, le courant coule sur 11,7 km vers le nord en traversant la baie Caron du lac Kinojévis ; puis le courant se dirige vers le sud-ouest sur 25,2 km par la rivière Kinojévis, un affluent de la rive nord de la rivière des Outaouais.

## Toponymie
Le terme Thiballier est un patronyme de famille d'origine française. Cet hydronyme est indiqué dans le Dictionnaire des Rivières et Lacs de la Province de Québec de 1925.
L'hydronyme rivière Thiballier a été officialisé le 5 décembre 1968 à la Commission de toponymie du Québec, soit lors de sa fondation.